# 금옥여자고등학교
금옥여자고등학교(金玉女子高等學校)는 대한민국 서울특별시 양천구 신정동에 위치한 공립 고등학교이다.

## 학교 연혁
- 1978년 4월 29일 : 학교법인 금옥학원 설립, 초대 이사장 백금옥 여사 취임
- 1981년 1월 15일 : 금옥여자고등학교 설립 인가(30학급)
- 1981년 3월 1일 : 초대 이범훈 교장 취임
- 1981년 3월 5일 : 개교식 및 입학식(10학급)
- 1982년 1월 20일 : 학교법인 금옥학원에서 국가헌납으로 공립화
- 1984년 2월 11일 : 제1회 졸업식(611명)
- 2002년 6월 26일 : 정보관 준공
- 2004년 9월 1일 : 예지관 준공
- 2019년 3월 1일 : 제14대 홍덕표 교장 취임
- 2022년 2월 8일 : 제39회 졸업식(215명) 총 졸업생 19,492명

## 참고 자료
- 금옥여자고등학교 - 한국교육학술정보원 학교알리미